# Dolores Piperno
Dolores Rita Piperno (1949) es una arqueóloga estadounidense especializada en arqueobotánica. Es científica sénior emérita del Instituto Smithsonian de Investigaciones Tropicales en Balboa, Panamá y del Museo Nacional Smithsonian de Historia Natural, de Washington.

## Edad temprana y educación
Piperno creció en Filadelfia hasta que su familia se mudara a Pennsauken, Nueva Jersey.  Piperno se licenció en Tecnología Médica (Universidad de Rutgers, 1971). Después de graduarse, comenzó su carrera como técnica médica en el Centro de Investigación en Hematología del Hospital Presbiteriano de Filadelfia. Según ella, utilizó esta formación y experiencia en este campo cuando pasó a la arqueología. Después obtuvo una maestría en Antropología (Universidad de Temple, 1979) y se doctoró en Antropología (Universidad de Temple, 1983).

## Investigación y carrera
La Dra. Piperno ha trabajado extensamente en la región amazónica y América Central. También ha trabajado en Israel. Sus intereses de investigación incluyen el estudio de fitolitos, granos de almidón y polen en sitios arqueológicos cercanos al inicio de la domesticación de diversos cultivos como las cucurbitáceas, el maíz y el maní. Es conocida por su trabajo innovador con Klaus Winter sobre el origen del maíz, que incluyó la construcción de un invernadero que replicaba condiciones ambientales antiguas. Ella y sus colegas también han encontrado evidencia de las primeras palomitas de maíz. Ha desarrollado algunos de los procedimientos comúnmente utilizados en estudios de fitolitos en arqueología y es una de las pioneras en el estudio arqueológico de los granos de almidón. Ha creado una colección de referencia de más de 400 especies. Piperno también ha estudiado restos de plantas en cálculos de dientes de neandertal para reconstruir dietas antiguas.

## Reconocimientos y premios
En 2005, Piperno fue elegida miembro de la Academia Nacional de Ciencias. La República de Panamá le otorgó la Orden de Vasco Núñez de Balboa en 2006. En 2009, Piperno recibió el Premio Pomerance por sus contribuciones científicas a la arqueología del Instituto Arqueológico de América. En 2011, Piperno recibió el Premio al Logro en Ciencias del Museo Nacional de Historia Natural.

## Vida personal
Piperno tiene una hija llamada Jenny y le gusta jugar golf, leer libros de historia y hacer jardinería.